# 中国共产党山东省纪律检查委员会
中国共产党山东省纪律检查委员会，简称中共山东省纪委，是中国共产党的省级纪律检查机关，与山东省监察委员会合署办公。

## 历届组成人员
第十二届省纪委（2022年6月至今）
- 书记：夏红民（－2025年5月）→李伟（2025年5月－）
- 副书记：李伟（－2023年1月）、雷云、范晓丽（女）、汤占领